# Юпики центральной Аляски
Юпики центральной Аляски (англ. Central Alaskan Yup’ik) — эскимосы-юпики, проживающие на западе и в центре Аляски (от Нортон-Саунд по берегу Берингова моря, включая острова Нельсон и Нунивак, по северному берегу Бристольского залива до залива Нушагак; у реки Накнек и залива Эгегик).
Центрально-аляскинские юпики родственны тихоокеанским и сибирским юпикам и говорят на центрально-юпикских языках. Население Нунивака, носители нунивакского диалекта называют себя «чупиг» (мн. ч. «чупит»), носители чевакского диалекта называют себя «чупик» (мн. ч. «чупит»).
Центрально-аляскинские юпики — самая многочисленная группа юпиков и вообще группа коренных народов Аляски. В переписи 2000 года отмечено более 24 000 юпиков, из которых более 22 000 живёт на Аляске, большинство из них в западной и юго-западной части полуострова.

## Группы
Вплоть до середины XIX века, то есть, до начала российского исследования Аляски, существовало от 12 до 20 юпикских групп, разделённых территориально, однако связанных родством; все они совокупно назывались tungelquqellriit, «те, у кого общие предки». Группы перечислены ниже.
- Уналирмиут (Unaligmiut) населяли пролив Нортон[6][7][8], название происходит от слова unaliq, которым юпики обозначают людей из деревень Элим, Головин, Уналаклит и Сент-Майкл. Уналирмиуты говорили на нортонском диалекте центрально-юпикского языка[9].
- Пастулирмиут населяли устье реки Юкон[6], название происходит от слова Pastuliq, это покинутая деревня на юге залива Нортон близ современной деревни Котлик. Корень слова Pastuliq означает «принимать положение»[9]. Пастулирмиут говорили на котликском наречии нортонского диалекта, которое также называется «писалриит», pisalriit, что указывает на использование в этом наречии звука /s/ вместо общеюпикского /j/[9].
- Икогмут (Ikogmiut) из низовьев реки Юкон[6][8]. Название происходит от слова Kuigpak, «большая река», юпикского названия реки Юкон[9].
- Мараярмиут (Mararmiut, Maarmiut, Magemiut) из окрестностей залива Скеймон (Scammon Bay)[6][7][8]; название происходит юпикского именования залива, Marayaaq, в котором выделяется корень maraq, «болотистая, илистая низина». Однокоренное с ним слово Mararmiut означает жителей равнины между устьем Юкона и островом Нельсон[9].
- Аскинармиут (Askinarmiut) населяли окрестности современных деревень Хупер-Бей и Чевак[6]. Аскинармиут — старое название Хупер-бей.
- Калуяармиут (Qaluyaarmiut, Kaialigamiut, Kayaligmiut) — с острова Нельсон[6][7][8]. Слово происходит от юпикского названия острова Нельсона, Qaluyaaq; его корень qalu означает «сачок»[9].
- Акулмиут (Akulmiut) — население тундры и окрестностей озера, лежащего к северу от Кускоквима[6][7]. Название означает людей, живущих в тундре (в отличие от прибрежных и речных жителей), к примеру, обитателей деревень Нунапитчук, Касиглук[англ.] и Амаутлуак[англ.]. Название происходит от слова akula, то есть, «середина, тундра, место между»[9].
- Чанинермиут (Caninermiut) — жители низовьев Берингова моря и залива Кускоквим[англ.], включая северную часть залива; в этом регионе находятся современные южные деревни Чефорнак, Кипнук[англ.], Кивигиллинок и северные деревни Ик и Куинхагак[англ.][6][7][8]. Корень названия — canineq — «пологий берег», он происходит от корня cani, «место вблизи»[9].
- Нуниваармиут (Nunivaarmiut, Nuniwarmiut, Nuniwagamiut) — жители острова Нунивак[6][7]. Название происходит от слова Nunivaaq, обозначающего этот остров в общецентральном юпикском диалекте[9]. В нунивакском диалекте юпикского языка остров называют Nuniwar, а ео обитателей — Nuniwarmiut[10].
- Кускуквагмиут (Kusquqvagmiut, Kuskowagamiut) — жители низовьев и среднего течения реки Кускоквим[6][7][8][11]. Название происходит от слова Kusquqvak, по-юпикски это слово — название реки Кускоквим, буквально, возможно, означает «большая вещь с медленным течением»[9]. Кускуквагмит можно поделить ещё на две группы.
  - Унегкумиут (Unegkumiut) — обитатели низовьев, ниже города Бетел, вплоть до залива Кускоквим[8][12]. Название происходит от слова unegkut, означающего «те, кто живут в низовьях»[9].
  - Киатагмиут (Kiatagmiut) — жители верховьев Кускоквима, речной сети Нушагак—Вуд—Квичак[6][7][8][11]. Название, вероятно, происходит от слова kiani, «внутри» или «верховья реки»[9]. Китагмиут жили на материке вдоль бассейна Кускоквима от Бетела до современной деревни Кроу[англ.] близ российского Колмаковского форпоста. К середине XIX века многие киатагмиут ушли ближе к Нушагаку[13].
- Туюрярмиут (Tuyuryarmiut, Togiagamiut) жили в районе реки Тогиак[7][8][11]. Слово туюрярмиут произошло от местного названия деревни Тогиак[англ.][9].
- Аглурмиут (Aglurmiut, Aglegmiut), населявшие регион Бристольского залива в нижнем течении реки Нугшак и север Аляски[6][7][8][11]; название происходит от слова agluq, «распорка», «центральная балка здания»[9].

Хотя юпииты были кочевниками, изобилие рыбы и дичи в дельте Юкона—Кускоквима позволили вести более оседлый образ жизни, чем многим инуитским. В нормальных условиях переселения в соседние регионы почти не требовалось, за исключением неожиданных миграций дичи или необычных погодных условий.